# Ugia sundana
Ugia sundana là một loài bướm đêm trong họ Erebidae.